# Boleslas Ier de Mazovie
Pour les articles homonymes, voir Boleslas et Boleslas Ier.
Boleslas Ier de Mazovie (en polonais Bolesław I mazowiecki), de la dynastie des Piasts, est né en 1208 et mort au printemps 1248. Il est le fils aîné de Conrad Ier de Mazovie.
Il est duc de Sandomierz (il a régné sur une partie du duché) de 1229 à 1232. En 1233, il devient le duc du nord de la Mazovie et en 1247, il hérite de tout le duché de Mazovie. 
Depuis son plus jeune âge, il fait partie des projets politiques ambitieux de son père. Déjà en 1227, après l’assassinat de Lech le Blanc, il accompagne son père en Petite Pologne pour participer aux négociations sur sa succession. Ladislas III aux Jambes Grêles déjoue les plans de la Mazovie pour s’emparer du trône et devient duc de Cracovie. Malgré cet échec, Conrad offre à son fils la place forte de Dobrzyń nad Wisłą. En 1229, Conrad s’empare d’une partie du duché de Sandomierz, avec la ville de Radom, qu’il offre à Boleslas en échange de Dobrzyń nad Wisłą qu’il donne à Siemovit, un autre de ses fils. En 1231, Boleslas participe avec son père et ses frères à l’installation des Teutoniques dans la région de Chełmno, sur la basse Vistule. À la même époque, Boleslas soutient son père dans la guerre menée par celui-ci pour conquérir le trône de Cracovie à la suite de la mort de Ladislas III aux Jambes Grêles. En 1232, une rapide contre-offensive d’Henri Ier le Barbu et une invasion surprise de la Mazovie par les Prussiens obligent Conrad à abandonner Cracovie. En plus, Henri Ier le Barbu reprend le contrôle de l’entièreté du duché de Sandomierz.
Pour compenser la perte du duché de Sandomierz, Conrad offre à Boleslas une partie de la Mazovie, avec Sieradz comme capitale. Néanmoins, Conrad garde le contrôle de la politique étrangère et de l’armée. En 1234, Boleslas obtient le nord de la Mazovie en échange de la région de Sieradz, voisine de la Petite Pologne, et stratégiquement importante pour son père qui vise toujours à devenir duc de Cracovie. Dans les années qui suivent, Boleslas s’attaque à ses voisins prussiens et russes. Il installe l’Ordre de Dobrin à Drohiczyn. En 1238, il prend part à la guerre contre Daniel de Galicie et contre Mindaugas de Lituanie. 
En 1241, après la mort d’Henri II le Pieux à la bataille de Legnica, il soutient militairement son père qui s’empare de Cracovie. Il en sera chassé deux ans plus tard. 
La mort de Conrad Ier de Mazovie le 31 août 1247 ouvre de nouveaux horizons à Boleslas. Par testament, il reçoit la plus grande partie de la Mazovie. Il doit faire face à l’agression de son frère Casimir, pas satisfait de son héritage, et qui après avoir chassé son frère Siemovit de Sieradz et Łęczyca, s’empare de la place forte de Dobrzyń nad Wisłą. 
Boleslas décède peu après, au printemps 1248. Par testament, il a légué toutes ses possessions à son plus jeune frère Siemovit.